# هامتشون داي غن
الأمير العظيم هامتشون (함천대군 | 咸川大君), هو الابن الخامس لإغجو ملك جوسون. اسمه الشخصي هو: إي وون (이원 | 李源). في 3 ديسمبر 1872 أعطي لقب بعد الوفاة (تشوجون) بأمر من الملك غوجونغ وهو الأمير العظيم يونغجونغجونغ-غيونغ (영종정경 | 領宗正卿).

## حياته
تاريخ ولادته غير معروف. هو الابن الخامس لإغجو ملك جوسون (익조) من زوجته الملكة جونغسغ (정숙왕후 영흥최씨). له سبعة إخوة وأخت وحيدة. له ابن واحد فقط. تاريخ وفاته غير معروف, قبره في مدينة هامهنغ.

## الأسرة

### الأقارب
- الأب : إغجو ملك جوسون (익조).
- الأم : الملكة جونغسغ من عشيرة تشوي (정숙왕후 영흥최씨).
- الإخوة :
  - الأمير العظيم هامنيونغ, (함녕대군 | 咸寧大君), إي آن (이안 | 李安).
  - الأمير العظيم هامتشانغ, (함창대군 | 咸昌大君), إي جانغ (이장 | 李長).
  - الأمير العظيم هاموون, (함원대군 | 咸原大君), إي سونغ (이송 | 李松).
  - الملك العظيم دوجو, (도조대왕 | 度祖大王), إي تشن (이춘 | 李椿).
  - الأمير العظيم هامرينغ, (함릉대군 | 咸陵大君), إي غوتاي (이고태 | 李古泰).
  - الأمير العظيم هاميانغ, (함양대군 | 咸陽大君), إي جون (이전 | 李腆).
  - الأمير العظيم هامسونغ, (함성대군 | 咸城大君), إي ينغ-غو (이응거 | 李應巨).
- الأخوات :
  - الأميرة آني, (안의공주 | 安懿公主).

### العائلة
- الأبناء:
  - الأمير غلسونغ (길성군 | 吉城君), إي سو (이수 | 李守), الابن الوحيد.[1]
- أحفاد:
  - الأمير غيونغبنغ (경풍군 | 慶豊君).
  - الأمير غيونغنام (경남군 | 慶南君).
- ذرية:
  - جونغ (정 | 正) سونغل (성일 | 聖), (ولد في 1642 ومات في 1709).
  - تايسنغ (태승 | 泰昇), (ولد في 1667 ومات في 1748).
  - يونغبال (영발 | 永發), (ولد في 1653 ومات في ؟).
    - وانسي (완세 | 完世), (ولد في 1689 ومات في 1744) ابن يونغبال الثاني.
      - تايتشانغ (태창 | 泰昌), (ولد في 1705 ومات في ؟), حفيد يونغبال.

  - دونغبل (동필 | 東弼), (ولد في 1766 ومات في ؟).
  - تشولو (철로 | 喆魯), (ولد في 1817 ومات في 1894) حفيد جونغيك "종익").
  - جانغ سالانغ (장사랑 | 將仕郞), جونغ إغ ( 종익 | 宗益), (ولد في 1748 ومات في ؟) ابن ويغان (의간).

## المصدر
- الأمير العظيم هامتشون (1) .
- الأمير العظيم هامتشون (2) .
- الأمير العظيم هامتشون (3).

| سبقه الملك دوجو | أبناء الملك إغجو ولد في (التاريخ غير معروف) - مات في (التاريخ غير معروف) | تبعه الأمير العظيم هامرينغ |